# Bojan Bogdanović
Bojan Bogdanović (Mostar, 18. travnja 1989.), hrvatski košarkaš i reprezentativac. Igra na mjestu bek šutera i poznat je po učinkovitom gađanju trica. Trenutačno je bez kluba.
U mladosti je igrao nogomet, ali se u 12. godini prebacio na košarku i karijeru započeo u Zrinjskom iz rodnog Mostara. Nakon jednogodišnje posudbe u madridskome Realu, prometnuo se u najboljeg igrača mostarskog kluba. Godine 2009. prelazi u Cibonu te unatoč financijskom slomu kluba svojim učinkom predvodi Cibose u Euroligi, a sezone 2010./11. bio je i najboljim strijelcem Jadranske lige. U turskom prvoligašu Fenerbahçeu sazrio je kao igrač te svojim igrama vodio klub u europskim natjecanjima. Vrhunac svoje igre dostiže u NBA-u, posebno u Brooklyn Netsima u kojima je oborio nekoliko rekorda Dražena Petrovića. Proglašen je i najboljim novakom Istočne konferencije.
Za hrvatsku nacionalnu vrstu igrao je i u mlađim dobnim skupinama, gdje se istaknuo učinkom 25-30 koševa po utakmici. Bljesnuo je na Europskom prvenstvu 2013. na kojemu je bio izabran u najbolju petorku turnira, prvi nakon Tonija Kukoča 1995. godine te na olimpijskom turniru 2016. na kojem je bio najbolji strijelac s prosjekom od 25,3 koševa po utakmici, najvišim nakon 1996. Uz Darija Šarića jedan je od predvodnika hrvatske košarkaške generacije svoga vremena. Dvaput je proglašavan najboljim hrvatskim košarkašem.

## Karijera

### Početci i Real Madrid
Karijeru je započeo u košarkaškom klubu Zrinjski Mostar s 15 godina. Prije toga igrao je nogomet u podmladku Zrinjskog, a na košarku se prebacio na nagovor prijatelja. 2005. godine kupuje ga Real Madrid, ali je Bogdanović ostao na jednogodišnjoj posudbi u Zrinjskom, gdje se nametnuo kao vođa momčadi. Odlasku u Real Madrid presudilo je ime španjolskog giganta. Tau Ceramica nudila je, puno izdašniju ponudu, ali se Bojan odlučio za Real. Spekuliralo se tada kako je transfer iznosio oko 800.000 eura. Iste godine dobio je nagradu za najboljeg športaša iz obitelji Zrinjski. Odlaskom u Španjolsku, Bogdanović je premješten u drugu momčad Real Madrida. Dvije sezone proveo je u drugoj momčadi, u sezoni 2007./08. premješten je u prvu momčad. U prvoj momčadi Reala nije dobio prigodu i sljedeće sezone odlazi na jednogodišnju posudbu u Murciju. Nakon isteka posudbe vratio se natrag u Real, ali dolaskom novog trenera Ettorea Messine koji slaže novu momčad, Bogdanović nije znao hoće li dobiti pravu prigodu. Tijekom srpnja 2009. godine Bogdanović se spominjao kao moguće pojačanje Cibone Zagreb, ali problem oko dolaska u hrvatsku metropolu bio je njegov ugovor s Realom.

### Cibona Zagreb
U kolovozu 2009. godine uspio je riješiti svoj status u Realu i kao slobodan igrač potpisao s Cibonom ugovor na četiri godine. Bogdanović se već u pripremnim utakmicama za novu sezonu dokazao kako će biti veliko pojačanje jer je u neslužbenom debiju s 18 poena odveo Cibonu do pobjede nad ruskim Trijumfom 86:74. U prvoj polovici sezona dosta je eskalirao u igri. Tako je u pobjedi nad Partizanom u Beogradu promašio sva tri šuta iz igre te se nije upisao među strijelce. S druge strane, u pobjedi nad Širokim u NLB ligi dva mjeseca kasnije, zabio je 16 koševa, jedan manje od najboljih strijelaca Tomasa i Gordona. Dva tjedna kasnije, u siječnju 2010., ubacio je 11 koševa u Ciboninoj pobjedi nad Asvelom u Draženovom domu, koja ih je odvela među 16 najboljih momčadi Eurolige.
Početkom prosinca 2009. FIBA Europe uvrstila ga je u kandidaturu za najboljeg mladog košarkaša godina. Uz njega, među predloženima iz Hrvatske bio je i Toni Prostran, tada igrač Zadra. Na kraju je Prostran završio na 9., a Bogdanović na 12. mjestu izbora. Početkom ožujka 2010., u Ciboninoj pobjedi protiv Himkija ubacio je 22 koša (6 trica iz 6 pokušaja) uz 9 skokova i asistenciju, što mu je donijelo naslov najkorisnijeg igrača utakmica. Kasnije je proglašen najboljimm pojedincem 5. kola Top16 Eurolige. Već sljedeći mjesec "Cibonin dragulj", kako su ga zvali mediji, dobio je ponude atenskih velikana Olympiacosa i Panathinaikosa. Još isti mjesec Bogdanović je ponude odbio te se prijavio na NBA draft. Dva dana kasnije uvršten je na 5. mjesto najboljih košarkaša Eurolige, dok je naslov pripao razigravaču Barcelone Rickyju Rubiju. Krajem sezone dobio je ponudu talijanskog prvoligaša Rome, ali ju je odbio zbog nesigurne minutaže i statusa predvodnika u Ciboni.
U 1. kolu Eurolige Bogdanović je predvodia Cibonu s 28 koševa u porazu od Barcelone, a njegovih 28 koševa bilo je jednako zbroju koševa dvojici najboljih Barceloninih igrača (Rubia i Navarra). Zahvaljujući njegovoj igri, nisu se ostvarila predviđanja javnosti koja je Ciboni, tada klubu u rasulu, predviđala rekordan poraz protiv Katalonaca. Dapače, Cibona je veći dio utakmice odolijevala te na kraju izgubila s 14 koševa. Nakon te utakmice, Neven Spahija, tada trener Fenerbahçea, nazavao ga je ponajboljim igračem u Europi. Iako je te jeseni dobio nekoliko ponuda europskih klubova, sve ih je odbio izjavivši da će "iz inata igrati za Cibonu". Bio je najbolji strijelac Jadranske lige za sezonu 2010./11. s prosjekom od 22 postignuta koša po utakmici.
Unatoč ponovnom porazu od Barcelonu u Euroligi na domaćem terenu krajem studenog, Bogdanović je s 26 koševa bio najbolji strijelac utakmice. Nakon poraza došlo je do štrajka cijelog osoblja Cibone zbog nebrige Grada Zagreba i neodlučnosti gradonačelnika Milana Bandića za rješenjem Ciboninih financijskih problema. U danima Cibonina kraha, Bogdanović je u porazu od Budućnosti u Podgorici zabio 27 koševa. Narednih je dana dobio ponude Makabija, Valencie, Fenerbahçea i Repešina Benettona. Sve ih je odbio rekavši da ostaje vjeran vukovima. Iako je prvu utakmicu u 2011. igrao pod injekcijom, u Ciboninoj pobjedi nad Cedevitom u zagrebačkom derbiju zabio je 20 koševa, 16 manje od najboljeg strijelca utakmice, Cedevitinog centra Edwardsa.
U narednim tjednima, Cibona se počela oporavljati od sloma te joj je, zahvaljujući novčanoj intervenciji Zdravka Mamića deblokiran račun. Unatoč novčanom oporavku, Cibona je u NLB ligi i domaćem prvenstvu upisala nekoliko poraza. Jedina svijetla točka bila je pobjeda nad šibenskim Borikom u domaćem prvenstvu, u kojoj je Bogdanović uz 28 koševa zabio i presudnu tricu za plasman Cibone u NLB ligu i ostanak u Ligi za prvaka. Najbolji Cibonin strijelac krajem svibnja dobio je ponudu Spahijina Fenerbahçea, koju ovaj put nije odbio. U sezoni 2010./2011. u Euroligi je imao prosjek od 18 koševa, a najučinkovitiji bio je protiv Reala s 28 koševa.

### Fenerbahçe
Dana 19. lipnja 2011. potpisao je trogodišnji ugovor s turskim prvoligašem. U klub je došao kao treći Hrvat, uz kapetana Roka Lenija Ukića, koji je klub u prethodnoj sezoni odveo do naslova prvaka, i negdašnjeg suigrača iz Cibone Marka Tomasa. Na NBA Draftu mjesec dana kasnije, izabran je kao prvi »pick« drugog kruga (31. mjesto) od Miami Heatsa, nakon čega je uslijedila trostruka razmjena Miami-Minnesota-New Jersey, nakon čega su New Jersey Netsi ostali pri izboru Bojana. Nekoliko dana kasnije čelnici Netsa izjavili su kako su oduševljeni Bojanom te da ga žele u svojim redovima narednoga ljeta. Bogdanović je izjavio kako će mu "biti čast igrati u Draženovom klubu", ali je odlučio provesti sezonu u Turskoj.
Već u prvim utakmicama u redovima turskog prvoligaša u Euroligi upisao je po 19 koševa protiv Bilbaa i Cantua. Nakon što se za vrijeme Final Foura Eurolige u svibnju 2012. u Istanbulu susreo s Bojanom Bogdanovićem, glavni menadžer New Jersey Netsa izrazio je želju za dovođenjem hrvatskog košarkaša, na što je Bogdanović zatražio raskid ugovora s turskim klubom jer se nakon jedne sezone u Istanbulu osjećao spremnim za NBA ligu. Zanimljivo da je uoči Final Foura Barcelona bila pred dogovorom s Fenerbahçeom za Bogdanovića, no on je ponudu odbio želeći se iskazati u završnici Eurolige.
I u svojoj drugoj sezoni u Istanbulu iskazao se igrama u Euroligi. Tako je krajem prosinca 2012. Barceloni zabio 19 koševa i bio najboljim strijelcem utakmice (u redovima Barcelone najbolji je bio Bogdanovićev momčadski kolega Ante Tomić s 12 koševa i naslovom MVP-a). Najučinkovitiji u redovima turskog kluba bio je i u prvoj utakmici u 2013. protiv izraelskog Macabija s 15 koševa te upečatljivom tricom s centra. U narednim mjesecima bio je jedina svijetla točka posrnulog kluba koji je u Euroligi nizao poraz za poraz, pa je tako zabio 22 koša Sieni, a prosjek u Top16 fazi Eurolige iznosio mu je 21,8 koševa po utakmici, dovoljno za naslov prvog strijelca Eurolige. Zahvaljujući takvom prosjeku, Netsi su najavili da ga žele u svojim redovima naredne sezone, o čemu su pisali i brojni strani mediji, poput Marce i Yahoo Sportsa.
Briljatnu igru s EuroBasketa u Sloveniji prenio je i u Fenerbahče te u prvom kolu Eurolige sezone 2013./14. predvodi svoj klub do pobjede protiv ukrajinskog Budiveljnika s 21 košem. U četvrtom kolu srušio je Partizan u Pioniru s 26 koševa te je tjedan dana kasnije protiv Nanterrea ubacio 20 koševa, baš koliko mu je u tom trenutku iznosio euroligaški prosjek. S 18 koševa protiv moskovskog CSKA FIBA Europe predložila ga je za najboljeg igrača u 2013. godini.  Iako dobio najviše glasova među ljubiteljima košarke diljem Europe (28.370), FIBA-ino stručno ocjenjivačko povjerenstvo dalo je ukupnu prednost Francuzu Toniju Parkeru (Parker je od najvijača dobio 24.976 glasova). Prema izboru hrvatskih košarkaških trenera, Bogdanović je u anketi Večernjeg lista izabran za najboljeg hrvatskog košarkaša u 2013. godini. Poznato je bilo njegovo nadmetanje u Euroligi s Antom Tomićem tijekom igranja u dresu Fenerbahčea.
Niti 24 Boganovićeva koša nisu pomogla Fenerbahčeu da nadvisi Armaniju, čime je plasman u četvrtzavršnicu Eurolige ostao pod upitnikom. Porazom u sljedećem kolu od Laborala, uz 14 koševa Babe, Fenerbahče je ispao iz Eurolige. Početkom srpnja 2014., turski prvoligaš i Brooklyn Netsi dogovorili su prijelaz Bogdanovića u NBA ligu. Time je Bogdanović bio prvi Hrvat u pet godina koji je zaigrao u NBA-iju i 14. u hrvatskoj novijoj povijesti.

### Brooklyn Nets

#### Prva sezona u NBA-iju: Najbolji novak Istoka
S Netsima ugovor potpisuje u srpnju 2014. Prilikom potpisivanja ugovora menadžer kluba Billy King izjavio je:
» Bojana smo draftirali 2011., a sad mu konačno možemo poželjeti dobrodošlicu u klub. Očito imamo dobro mišljenje o njemu i drago nam je da je takav talent došao u Brooklyn.«
Prema ugovoru, prve sezone dogovorena je zarada od 3,3 milijuna dolara, a za tri godine 10,3 milijuna. Zanimljivo i da je Bogdanović treći Mostarac, ali i treći Hrvat u povijesti koji je zaigrao za Netse, nakon Dražena Petrovića i Zorana Planinića. Krajem ljeta 2014. uvjerljivo je izabran za hrvatskog košarkaša godine u izboru Večernjeg lista, drugi put zaredom, ispred Tomića i Ukića. U vezi njegovog prvonastupa za Netse vežu se dvije zanimljivosti: pripremna utakmica na kojoj je Bogdanović nastupio igrala se večer uoči Dana neovisnosti RH te je Bogdanović s 8 koševa ostvario jednaki učinak kao i Damjan Rudež u svom prvom nastupu u NBA-iju iste večeri. Novinari koji prate Brooklyn Netse označili su njegov debi »solidnim«, jer je Bojan dobio veliku minutažu (26 minuta). Već mjesec dana nakon prvonastupa, u utakmici protiv Orlando Magica zabio je 22 koša uz šest skokova, od čega 4 napadačka, vodeći svoju momčad do pobjede te je prvi puta proglašen igračem utakmice u NBA-iju. Zanimljivo da je na isti dan 23 godine prije, Dražen Petrović u dresu Netsa u jednakoj minutaži (31 minuta) zabio također 22 koša.
Svoj NBA rekord, Bogdanović je izjednačio već na sljedećoj utakmici ubacivši 22 koša, od čega 4 trice, Miami Heatsima, čiji je najbolji igrač također ubacio 22 koša. Sljedeća dva mjeseca odigrao je nekoliko s prosječnih utakmica, s najviše 10-12 koševa, a krajem prosinca 2014. ubacio je 14 koševa uz 3 trice u tijesnoj pobjedi protiv Detroit Pistonsa. Zanilmjivost je da je zabio više koševa nego što je proveo minuta na parketu. U pretposljednjoj utakmici u 2014. godini dobio je svega sedam minuta pri čemu je zabio četiri koša, dok je na silvestrovskom susretu protiv Chicago Bullsa dobio svega dvije minute u kojima nije uspio ostvariti učinak. Niti 2015. nije započeo ništa bolje - pobjedu svoje momčadi nad Orlando Magicom promatrao je s klupe za pričuve.
Sredinom siječnja 2015. ponovno je uvršten u početnu petorku te je u porazu od Detroit Pistonsa (petim zaredom za Netse) zabio je 14 koševa ne uspjevši ubaciti niti jednu tricu. Ipak, sljedeće utakmice našao se u početnoj petorci i ubacio 11 koševa uz 6 skokova u porazu od Memphis Grizzliesa, no mediji su šprekulirali zbog podudarnosti između njegova ulaska u početnu petorku i Netsovih uzastopnih poraza, pa se pisalo da je postalo pravilo "Kad Bogdanović starta, Brooklyn izgubi". Bojan je takve špekulacije prekinuo s 12 koševa u pobjedi u Washingtonu, kojom su Netsi prekinuli niz od sedam poraza. Ipak, krajem mjesec dobio je veliku čast igrati u ekipi "Svijeta" na All-Star utakmici protiv ekipe "SAD-a", kao prvi Hrvat nakon 12 godina koji je dobio tu čast (posljednji je bio Gordan Giriček 2003. godine). Bogdanović je u pobjedi "Svijeta" u 17 minuta na parketu zabio 16 koševa, upisao dvije asistencije i bio jedan od najboljih igrača pobjedničke momčadi. U istom ritmu nastavio je i protiv Los Angeles Lakersa kojima je ubacio 18 koševa uz četiri skoka i tri asistencije. Nakon nekoliko prosječnih susreta i manje ozljede, ponovno se iskazao sredinom ožujka pobjedom u gostima kod Minnesote gdje je s 21 košem prestigao Dražena Petrovića, koji je u svojoj prvoj sezoni u prosjeku za Portland zabijao 7,6 koševa, dok se Bojan popeo na 8 koševa. A to mu je i bila treća utakmica s više od 20 koševa u NBA ligi.
Nakon toga niže nekoliko utakmica visokoj razini, pa je u teškom porazu od vodeće Atlante bio je najbolji strijelac Netsa s 19 koševa, a tjedan dana kasnije ubacio je 6 trica bez promašaja, ukupno 22 koša u velikoj pobjedi nad Wizardsima, čime su Netsi učvrsili svoje mjesto u doigravanju. Taj isti rekord oborio je već sljedeći tjedan ubacivši 28 koševa Orlandu na domaćem parketu te je proglašen igračem utakmice. Tom predstavom odveo je Netse u doigravanje, a New York Post nazvao ga je »tihim ubojicom iz Brooklyna«. Porglašen je i najboljim novakom Istočne konferencije, jer je u devet utakmica imao prosjek od 14,4 koša te ubacio 20 trica iz 41 pokuašaja (52,6% šuta iz igre). Nakon dva loša susreta, iskazao se u teško izborenoj pobjedi protiv Atlanta Hawksa, najbolje momčadi Istoka, u četvrtzavršnici Istočne konferencije - sa svojih 19 koševa digao je gledateljstvo na noge i vratio nadu u prolaz Netsima te dobio pohvale suigrača i trenera koji su se složili kako je svojom igrom opravdao naslov najboljeg novaka. Svoju odličnu novačku sezonu okrunio je ulaskom u drugu najbolju momčad NBA lige kao sedmi najbolji novak u NBA-iju.

#### Druga sezona: Draženovim stopama
Unatoč iscrpnom EuroBasketu i općem nezadovoljstvu nakon ispadanja u osmini završnice Bogdanović je dobro iskoristio mjesec dana odomora i priprema svoju drugu NBA sezonu. U pripremnoj utakmici protiv Boston Celticsa gotovo dva tjedna prije početka sezone ubacio je 11 koševa. Prvu značajniju utakmicu u novoj sezoni odigrao je u Houstonu, gdje je u pobjedi nad domaćinom pridonio s 22 koša i time prekinuo niz Netsa od sedam uzastopnih poraza. Nakon 15 koševa u gostujućem porazu od Sacramenta uslijedio je niz lošijih predstava, pa je tako u pobjedi nad Hawksima u nešto više od 22 minute na parketu upisao svega četiri skoka. Nakon nekoliko utakmica sa slabim učinkom (2-7 koševa), svoj loš niz prekinuo je odličnom igrom protiv Golden State Warriorsa te je s 19 koševa vodio Njujorčane do pobjede. Dobru igru nastavio je i u porazu od Clippersa, gdje je s 15 koševa i šest skokva bio drugi najučinkovitiji u redovima svoje momčadi. Tijesnom porazu svoje momčadi nad dalaškim Mavericksima (118:119) na Badnjak Bojan je pridonio sa 17 koševa i pet ubačenih trica bez promašaja. Znakovito, na Silvestrovo je u svojoj posljednjoj utakmici u 2015. godini postigao 20 koševa u porazu od Orlando Magica, dok reprezentativni kolega Hezonja za Orlando nije ubacio niti jedan.
Bogdanović je i treći put bio izabran za najboljeg košarkaša Hrvatske za 2015. godinu prema izboru hrvatskih trenera u Večernjem listu. Unatoč domaćem porazu od Bostona uoči Bogojavljanja, čime su Njujorčani potrvdili pretposljednje mjesto u konferenciji, Bogdanović je ostvario svoj prvi "double-double" ubacivši 12 koševa uz 12 skokva i 3 asistencije. Iskazao se u obrani te potvrdio da je radio na fizičkom planu, ali je zbog toga patio napadački dio. Da je loše otvorio 2016. godinu potvrdio je s dvije uzastopne utakmice bez postignutog koša unutar dvadesetak minuta na terenu. I nakon promjene trenera Brooklyna, odigrao je svoju treću utakmicu zaredom bez učinka. Dva dana kasnije se trgnuo i s 14 koševa predvodio momčad do dugo očekivane pobjede na domaćem terenu u gradskom derbiju protiv Knicksa. Potom je uslijedio ponovni pad od nekoliko utakmica s jednoznamenkastim učinkom koji je prekinuo u pobjedina nad Oklahoma City Thunderima kojima je uvalio 18 koševa.
Kao najbolji igrač momčadi dobio je čast igrati na All-Star utakmici u momčadi Svijeta, zajedno s Hezonjom iz Orlanda. U utakmicama uoči All-Stara, u domaćoj pobjedi nad Sacramento Kingsima, ostvario je najbolji učinak sezone s 23 postignuta koša. Ovaj put je na All-Staru tijesno pobijedio SAD-a. Bogdanović je za Svijet zabio šest koševa, dok je iznenađenje utakmice bio Hezonja koji je zabljesnuo s 19 postignutih koševa. Bogdanović je dojam popravio u četvrtom uzastopnom porazu svoje momčadi koju je predvodio sa 16 koševa, dok su mediji hvalili njegovu igru i nagoviještali dostojan povratak. Krajem veljače to je i potvrdio, ubacivši 24 koševa Phoenix Sunsima uz najbolji učinak sezone i unutar redova svoje momčadi. U sljedeća dva poraza zabio je 19 koševa Clippersima, 18 Lakersima te 17 Denveru u tijesnoj pobijedi nakon produžetaka.
U pobjedi nad Philadelphijom 16. ožujka 2016., Bogdanović je odigrao utakmicu karijere ubacivši 44 koša u 37 minuta na parketu uz 8 skokva, čime se brojem koševa izravnao s Draženom Petrovićom. Zanimljivo da je Bogdanović u Netsima i igrao pod brojem 44. Time je Bojan izjednačio klupski rekorda Netsa kad su u pitanju strani igrači. Aleksandar Petrović uputio je Bojanu javnu čestitku i zahvalu u ime svoje obitelji za taj podvig. Nakon te utakmice, Netsi su glatko odbili ponudu trenera Hornetsa Michaela Jordana, koji je predlagao razmjenu za Bojana. Ostao je "vruć" i u nardenim utakmica pa je u porazu od Chicaga zabio 26, a u porazu na domaćem parketu Hornetsima 20 koševa. Glavni komentar takvog raspleta događaja bio je: "Bojan još jednom oduševio, Netsi još jednom razočarali", koji se pokazao gotovo i pravilom. Tako da, iako su Netsi sezonu završili porazom, Bogdanović ju je završio s 29 koševa ubačenih Toronto Raptorsima.

#### Oproštajna polusezona u Netsima
Nakon iznimnog ostvarenja na olimpijskom turniru u Riju, Hrvatska je u novu NBA sezonu ušla s nikad više predstavnika, njih šest, među kojima je Bogdanović imao najbolji status. Nakon solidno odigrane predsezone, u kojoj je uglavnom bio na blagom dvoznamenkastom učinku, novu NBA sezonu otvorio je s 21 košem i 5 koševa u porazu od starog rivala Bostona, kao najbolji strijelac momčadi. Zabivši na utakmici tri trice, dosegao je broj od 223 trice koliko je zabio od dolaska u klub 2014., čime je ponovno srušio još jedan od rekorda Dražena Petorvića. Sjajnu partiju odigrao je pretposljednjeg dana listopada u porazu od Milwaukeeja. Iako je zabio tricu za vodstvo jedanaest sekundi prije kraja, Netsi nisu uspjeli održati prednosti, a Bojan je utakmicu priveo kraju s 26 koševa, osam skokova i dvije asistencije. Američku košarkašku javnost posebno su odešuvila Bogdanovićeva zakucavanja, a najviše ono preko 211 cm visokog Giannisa Antetokounmpa iz Milwaukee Bucksa. Odličnu partiju odigrao je sredinom studenog u porazu od LA Lakersa, ubavicši 29 koševa uz tri skoka i dvije ukradene lopte. Na istom susretu oduševio je navijače i pratitelje NBA-ija s dva vrhunska zakucavanja. Sljedećih mjesec dana sve utakmice odigrao je s dvoznamenkastim učinkom što je kulminiralo odličnom igrom u gostujućem porazu od Teksašana iz San Antonija kojima je uvalio 20 koševa kao i s 23 koša kojima je Netse predvodio do konačne pobjede nad Lakersima iz Los Angelesa. Još bolji bio je u pobjedi nad Hornetsima dva dana nakon Božića, čime su Netsi prekinuli niz od pet poraza, kojima je zabio 26 koševa uz četiri skoka i dvije asistencije.
Novu 2017. sezonu otvorio je s promjenjivim učinkom na teren: u porazu od Indiane na Bogojavljanje sudjelovao je s tri koša, jednim skokom i dvije asistencije, dok je dan kasnije bio najbolji strijelac momčadi u porazu od Clevelanda s 23 koša. U svim svojim "dobrim večerima" bio je vođa momčad i ujedno njezin najbolji strijelac. Na jednoj od takvih utakmica, u domaćem porazu od Wizardsa, nije ostao upamćen po 21 košu, pet skokova i četiri asistencije, već po zakucavanju kojim je izborio produžetke te po kojem je uspoređivan s Michaelom Jordanom te prozvan "Air Bojan".
Krajem veljače napustio je Brooklyn Netse i pridrušio se Washington Wizardsima. Najviše zanimanja u prijelaznom roku za Bojana su pokazivali Wizardsi, Raptorsi i Hornetsi, a spominjali su se i Pelicansi, Clippersi pa čak i lanjski prvaci Cavsi, jer su svi trebali dobrog šutera, a Bojan je s prosjekom od 14,2 koševa to uistinu i bio.

### Washington Wizards
U Wizardsima proveo je kratko vrijeme. Unatoč tome, odigrao je nekoliko utakmica na visokoj razini. Tako je u susretu protiv Toronto Raptorsa 1. ožujka 2017. zabio 27 koševa i 8 trica, a šest dana kasnije protiv Phoenix Sunsa 29 koševa uz 16 koševa iz slobodnih bacanja (iz 16 pokušaja). Za WIzardse je odigrao 26 utakmica u NBA-u tijekom pet mjeseci provedenih u Washingtonu i prosječno po utakmici zabijao 12,7 koševa u regularnom dijelu i 8,8 koševa u play-offu. Početkom srpnja 2017. potpisuje ugovor s Indiana Pacersima na dvije sezone za 21 milijun dolara. Time je postao najplaćeniji hrvatski športaš.

### Indiana Pacers
10. srpnja 2017. godine potpisuje za novi klub, Indiana Pacers za koje bilježi prvi nastup 18. listopada 2017. u utakmici protiv Brooklyn Netsa te je postigao 14 koševa.

11. veljače 2018. je proglašen igračem tjedna u Istočnoj konferenciji nakon nekoliko utakmica u kojim je imao nemjerljiv doprinos za ekipu i rezultat na terenu, to mu je bila prva takva nagrada u sezoni 2018. - 2019.

### Utah Jazz
7. srpnja 2019. godine potpisuje četverogodišnji ugovor, vrijedan 73 milijuna dolara sa Utah Jazzom, najveći ugovor ikada nekog hrvatskog igrača u NBA. Postaje najplaćeniji hrvatski sportaš svih vremena.

19. svibnja 2020. godine Utah Jazz je objavio da je Bogdanović obavio operaciju potrganog ligamenta zgloba desne šake te da će izbivati ostatak sezone 2019. - 2020.

7. svibnja 2021. godine u utakmici protiv Denver Nuggetsa postigao je rekordnih 48 koševa uz šut 16 od 23 upućene lopte od čega 8 od 11 šutiranih trica.

### Detroit Pistons
26. rujna 2022. godine je prešao u redove Detroit Pistonsa u razmjeni za igrače Kellyija Olynyka i Sabena Leeija te novčane kompenzacije između Detroita i Utaha.

## Nacionalna momčad

### Mlađe momčadi
Igrao je za Hrvatske nacionalne momčadi do 16, 18 i 20 godina te s njima nastupao na svjetskim i europskim smotrama. Tako je za hrvatsku kadetsku momčad sa 16 godina protivnicima zabijao po 25-30 koševa.

### Seniorski počeci
Na ljeto 2010., izbornik seniorske momčadi Stojko Vranković uvrstio ga je na popis za izlučni turnir u Poreču za izbor plasmana na Svjetsko prvestvo u Turskoj iste godine.
Već u prvoj utakmici skupine na SP-u, u teškom okršaju s Amerikancima, Bogdanović je zabio 17 koševa i za jedan koš nadmašio najboljeg američkog strijelca Erica Gordona. Hrvatsku zajedno s Ukićem predvodi s 13 koševa i u pobjedi protiv Irana. Najboljim strijelcem u redovima Hrvatske bio je i u nadmoćnoj pobjedi nad Tunisom s 19 koševa. Hrvatska je nakon tijesnog poraza od Srbije (72:73) u osmini završnice završila na 14. mjestu.

### EuroBasket 2011.
Svojim visokim učinkom predvodio je hrvatsku do drugog mjesta na Adecco Ex-Yu Cupu 2011. u Sloveniji. U pobjedi protiv Crne Gore zabio je 25 koševa i bio najboljim strijelcem utakmice. Zabio je i 17 koševa u porazu od Srbije u završnici natjecanja. Na jednako visokoj razini igrao je i EuroBasket u Litvi iste godine. U utakmici otvaranja prvenstva, Hrvatska je na krilima njegovih 27 koševa ostvarila tijesnu pobjedu protiv Finske. Unatoč dobrim igrama Tomića i Popovića, Hrvatska nije uspjela proći skupinu, nanizavši poraze protiv mnogo lošijih momčadi Bosne i Hercegovine i Makedonije, kao i četvrti uzastopni poraz od Grčke na Europskim prvenstvima.

### EuroBasket 2013.
Izbornik Jasmin Repeša uvrstio ga je na uži popis za igrača Europsko prvenstvo u Sloveniji u rujnu 2013. godine. Momčad je vodio na pripremnom turniru u Strasbourgu, gdje je u porazu od Grčke sa zvukom sirene zabio 25 koševa i bio najbolji strijelac utakmice. I u ostalim pripremnim i prijateljskim susretima držao je prosjek 15-20 koševa po utakmici. EuroBasket 2013. bio je presudan za Bogdanovićev status u reprezentaciji, jer se na tom prvenstvu prokazao kao vođa momčadi.

Na otvaranju prvenstva, u katastrofalnom porazu od Španjolske (40:68) i rekordom s najmanjim brojem postignutih koševa na Europskim prvenstvima, Bojan je bio jedini hrvatski košarkaš s dvoznamenkastim brojem koševa (njih 12). U tijesnoj pobjedi protiv Gruzije, bio je drugi strijelac momčadi s 15 koševa. Babo je rastao iz utakmice u utakmicu, a za dobru igru ga nije omela ni promjena mjesta (obrana), pa je u drami protiv Slovenije zabio 24 koša uz 7 skokova, a Hrvatsku je s 22 koša vodio i do pobjede u neizvjesnoj utakmici protiv Grčke nakon dvaju produžetaka. Nakon drugog kruga EuroBasketa, Bogdanović je vodio na popisu strijelaca s prosjekom od 17,5 koševa po utakmici, dok je Tomić bio i najbolji skakač turnira s 8,4 skoka po susretu. Nakon što je pobjedom nad Ukrajinom Hrvatska nakon 18 godina izborila poluzavršnicu EP-a (Bogdanović je pridonio pobjedi s 14 koševa), s dva uzastopna poraza zauzela je 4. mjesto (Bogdanović je u utakmici za 3. mjesto ubacio 22 koša), najbolji plasman od 1995. godine. Bogdanović sa 17,4 koša izabran u najbolju petorku prvenstva, čime je prvi hrvatski reprezentativac uvršten u prvu petorku nakon Tonija Kukoča 1995. godine. Marca je o njegovoj igri na prvenstvu napisala:
»Bivši igrač Reala je pokazao da je postao vrhunski igrač. Obilježio je Eurobasket, zabijao iz svih pozicija, bio je uistinu svestran, a čak ga ni Rudy Fernandez nije mogao zaustaviti.«

### Svjetsko prvenstvo 2014.
Zahvaljujući odličnoj igri na prethodnom EuroBasketu, Bogdanović nije bio upitan za Svjetsko prvenstvo u Španjolskoj 2014. te ga je izbornik Repeša očekivano uvrstio u početnu petorku. Zanimljiv se scenarij odigrao u jednoj od posljednjih pripremnih utakmica, protiv Srbije u Francuskoj, na kojoj je Bogdan Bogdanović zabio tricu za vodstvo Srbije (84:83) pet sekundi prije svršetka utakmice. Unatoč tome što posljednjem napadu Bogdanov prezimenjak Bojan nije uspio zabiti tricu i donijeti pobjedu Hrvatskoj, s 19 ubačenih koševa bio je najboljim hrvatskim strijelcem susreta.
Na otvaranju Svjetskog prvenstva, u tijesnoj pobjedi nad filipinskom momčadi, Bogdanović je Hrvatskoj donio pobjedu uspješnim slobodnim bacanjima i s 26 koševa. Bogdanović je zajedno s Dariom Šarićem vodio Hrvatsku s 15 koševa u neočekivanom tijesnom porazu od Senegala (75:77) uz jednu tricu (od sedam pokušaja) i četiri promašena slobodnjaka. Nakon toga uslijedio je i poraz od Grčke, u kojoj se Bogdanović iskazao s 20 koševa, 6 više od najboljih grčkih strijelaca. Nakon dva neželjena poraza, Hrvatska je uvjerljivo pobijedila Portoriko (103:82)  i izborila osminu završnice, prešavši granicu od 100 koševa prvi put nakon 20 godina na Svjetskim košarkaškim prvenstvima i treći put u povijesti. Bogdanović je tom prilikom predvodio Hrvatsku s 23 koša. Unatoč jakom otporu, Hrvatske je za pet koševa ostala kratka protiv Francuza i ispala s daljnjeg turnira, kao i četiri godine prije u Turskoj, zapela u osmini završnice. Bogdanović je bio ne samo najbolji strijelac Hrvatske, već je s 27 koševa nadvisio najučinkovitijeg Frnacuza (Nicolasa Batuma) za 13 koševa. Unatoč brzom ispadanju, Bogdanović je bio drugi najbolji strijelac prvenstva s prosjekom od 21,2 koša po utakmici, zajedno s Filipincem Andrayom Blatcheom koji je imao isti prosjek.

### EuroBasket 2015.
Bogdanović se uz Darija Šarića najviše iskazao u pripremnim utakmicama: Bosni i Hercegovini je ubacio 15 koševa uz 4 asistencije, a u velikoj pobjedi nad Njemačkom u zagrebačkoj Areni ubacio je 13 koševa te se istaknuo asistencijama najboljem strijelcu Šariću, koji se prodornošću i agresivnošću prometnuo u novog vođu momčadi. Zanimljivo da je Hrvatska još uvjerljivije pobijedila Njemačku na uzvratu u bremenu, s tim da je Šarić zabio 2, a Bogdanović samo tri koša, dok su 67 od 80 koševa zabili igrači s klupe tj. oni koji se nisu našli u prvoj postavi. I u petoj pobjedi u pripremnim utakmicama, onoj protiv Turske u litavskom Kaunasu na Huawei Cupu, Bogdanović je predvodio Hrvatsku s 25 koševa. Sljedećeg dana Hrvatska je pregazila domaćina Litvu na domaćem terenu, a Bogdanović je proglašen najboljim igračem utakmice ubacivši 12 koševa uz pet skokova.

Iako je Hrvatska EuroBasket otvorila pobjedom protiv susjedne Slovenije pred 15.000 gledatelja u punoj Areni Zagreb, Bogdanović je u drugoj četvrtini susreta pao i udario glavom u parket. U jednoj polukontri Nebojša Joksimović odgurnuo ga je te je udarac potiljkom u parket ishodovao potresom mozga. Teško je povraćao te su mu liječnici zabranili igrati. Dan kasnije, nakon obavljenih pretraga CT-a glave, ispostavilo se da se radi o lakšoj ozljedi te su mu liječnici odredili mirovanje. Tako se iskreao iz hotelske sobe i došao bodriti suigrače u tijesnom porazu od Grčke (70:72), na što je najbolji strijelac Hrvatske Krunoslav Simon izjavio:
»Bojan je specifičan lik i u tome se najbolje vidi kakva smo škvadra. Njemu su liječnici zabranili da uopće ide na utakmicu no on je doista fanatik. Skidam mu kapu.«
Bogdanović je bez uspjeha pokušao nagovoriti izbornika Velimira Perasovića da mu da priliku. Perasović ga je ubrzo vratio u momčad te je u uvjerljivoj pobjedi protiv Makedonije ubacio 13 koševa uz 6 skokova i tri asistencije te je zadobio ovacije navijača. I u sljedećoj pobjedi protiv momčadi Nizozemske ubacio je 13 koševa te se vratio u formu. Bio je najučinkovitiji Hrvat u teškom porazu od Češke s 12 koševa u osmini završnice prvenstva.

### Olimpijske igre u Riju
Bogdanović je vodio hrvatsku igru svojim učinkom u većem dijelu turnira, posebno u utakmicama skupine, gdje je bio najbolji strijelac Hrvatske u četiri od pet utakmica: u velikoj pobjedi protiv favoriziranog europskog prvaka Španjolske ubacio je 23 koša, Brazilu 33, u neočekivanom porazu od Nigerije 28 koševa i u pobjedi protiv Litve 22 koša, kojom je Hrvatska osigurala prvo mjesto u skupini. U četvrtzavršnici olimpijskog turnira, u tijesnom porazu od Srbije, ponovno je bio nositelj hrvatske igre s 28 koševa, dok je, slučajnosti radi, najbolji strijelac na srpskoj strani bio prezimenjak Bogdan Bogdanović s deset manje ostvarenih koševa. Prema analizi uglednog američkog portala SB Nation, Bogdanovića kao najboljeg strijelca turnira istaknula kao vodećeg igrača Hrvatske, ali i samu hrvatsku reprezentaciju s početnom NBA petorkom (Bogdanović, Šarić, Hezonja, Bender, Zubac) naznačilo kao mogućeg konkurenta za najsjajnije odličje na sljedećim olimpijskim igrama u Tokiju.
Bogdanović je bio vodeći strijelac olimpijskog turnira u Rio de Janeiru 2016. s 25,3 koševa po igri, što je najviši prosjek na Olimpijskim igrama od 1996., kada je Brazilac Oscar Schmidt ostvario prosjek od 27,4 koševa. S 45% uspješnosti u tricama bio je drugi igral turnira s najvišim postotkom, zbog čega je proglašen i 6. najboljim igračem olimpijskog turnira u Riju, s ukupnom uspješnosti šuteva od 67%. Bogdanović je bio i igrač s najvećom minutažom na turniru: u 6 utakmica na terenu je prosječno proveo 35,3 minute.

## Ocjene
Tijekom primanja u Netse u jesen 2014., predsjednik DraftExpressa Jonathan Givony za Bogdanovića je napisao:
»Bojan je jedan od vodećih skorera u Europi. Počeo je karijeru kao šuter, no u međuvremenu se razvio u igrača koji može odigrati leđima košu, koji može kreirati za sebe i druge i bit će Netsima odmah od pomoći.«
Izbornik Jasmin Repeša nazvao ga je »dobrim duhom reprezentacije«. New York Post nazvao ga je »tihim ubojicom iz Brooklyna«.
Prilikom primanja nagrade za najboljeg hrvatskog košarkaša u 2014. godini, izjavio je svoj odlazak u Cibonu smatra najboljim potezom u karijeri.

## Vanjske poveznice
- (engl.) Profil  Arhivirana inačica izvorne stranice od 15. kolovoza 2011. (Wayback Machine) na DraftExpress.com